# Eric Oelschlägel
Eric Dirk Oelschlägel (* 20. September 1995 in Hoyerswerda) ist ein deutscher Fußballspieler. Der Torhüter stand zuletzt beim Bundesligisten FC St. Pauli unter Vertrag.

## Karriere

### Vereine
Oelschlägel begann seine Karriere im Jahr 2001 bei Dynamo Dresden. Von 2006 bis 2008 spielte er für die SG Dresden Striesen, anschließend kehrte er zu Dynamo zurück. 2012 wechselte er in die Jugend von Werder Bremen. Dort rückte Oelschlägel nach seiner Ausbildung zur Saison 2014/15 in die zweite Mannschaft auf, die zu diesem Zeitpunkt in der Regionalliga Nord spielte. Am 16. November 2014 kam er bei einem 4:0-Auswärtssieg gegen die FT Braunschweig zu seinem einzigen Saisoneinsatz. Mit der Mannschaft feierte er am Ende der Spielzeit den Aufstieg in die 3. Liga. In der Saison 2015/16 spielte er das erste Ligaspiel und war ab dem 16. Spieltag Stammtorhüter, so dass er in der Saison insgesamt 19-mal zum Einsatz kam.
Nachdem Oelschlägel im Juli 2015 bereits mit der ersten Mannschaft ins Trainingslager nach Neuruppin gefahren war, unterschrieb er am 10. Januar 2016 einen Profivertrag mit einer Laufzeit bis zum 30. Juni 2018. Er kam jedoch weiterhin nur in der Drittligamannschaft zum Einsatz. Am 14. März 2017 zog sich Oelschlägel im Spiel beim 1. FC Magdeburg einen Bruch des rechten Ellbogens zu. In der Spielzeit 2017/18 bestritt er für die zweite Mannschaft 36 von 38 Pflichtspielen und stieg mit ihr wieder in die Regionalliga ab.
Zur Saison 2018/19 wurde Oelschlägel für zunächst ein Jahr von Borussia Dortmund verpflichtet. Er kam in der zweiten Mannschaft in der Regionalliga West zum Einsatz und stand darüber hinaus als dritter Torhüter im Kader der Profis. Aufgrund des krankheitsbedingten Ausfalls der Torhüter Roman Bürki und Marwin Hitz spielte Oelschlägel am 5. Februar 2019 beim Achtelfinalspiel im DFB-Pokal gegen Werder Bremen das erste und einzige Mal für die erste Mannschaft, konnte das Ausscheiden seines Teams im Elfmeterschießen jedoch nicht verhindern. Im August 2019 gewann Oelschlägel seinen ersten Titel mit dem Verein, als der Doublesieger der Vorsaison, der FC Bayern München, mit 2:0 im DFL-Supercup besiegt wurde. In der Regionalliga wechselte sich der Sachse mit Jan-Pascal Reckert und dem A-Junior Luca Unbehaun ab und absolvierte 15 Spiele. Im Anschluss an die Saison, die er mit der ersten als Vizemeister und mit der zweiten Mannschaft als Tabellenneunter abschloss, verließ Oelschlägel ablösefrei den BVB.
Anfang Oktober 2020 unterschrieb Oelschlägel einen bis zum 30. Juni 2021 gültigen Vertrag beim niederländischen Erstligisten FC Utrecht. Der Verein reagierte damit auf die Verletzung seines Ersatzkeepers Fabian de Keijzer. Nach einer Partie in der zweitklassigen Eerste Divisie wurde Oelschlägel im Landespokalspiel gegen Ajax Amsterdam für Maarten Paes, der sich eine Gehirnerschütterung zugezogen hatte, beim Stand von 1:1 eingewechselt. Utrecht verlor noch mit 4:5, seitdem stand der Deutsche bis Saisonende auch in der Eredivisie im Tor. Nach durchschnittlich einem Gegentor pro Spiel erhielt Oelschlägel im April 2021 eine einjährige Vertragsverlängerung, per Option konnte der Kontrakt bis Juni 2023 verlängert werden. In der Spielzeit 2021/22 setzte Trainer René Hake hauptsächlich auf Paes und dessen Vertreter de Keijzer, wohingegen Oelschlägel nur in vier Ligaspielen eingesetzt wurde. Im ligainternen Europapokal-Playoff erhielt der Deutsche in beiden Spielen gegen Vitesse Arnheim das Vertrauen, nach einem 3:1 im Hinspiel verlor man aber das Rückspiel mit 0:3 und konnte sich somit nicht für die Europa Conference League qualifizieren.
Nachdem der auslaufende Vertrag des Torwarts nicht verlängert worden war, unterschrieb dieser im Sommer 2022 beim FC Emmen einen bis Juni 2024 gültigen Kontrakt, der bei Bedarf um ein weiteres Jahr verlängert werden konnte. Den Eredivisie-Aufsteiger hatte zuvor sein ausgeliehener Stammtorwart der Vorsaison, Michael Brouwer, verlassen.
Ende Oktober 2024 wechselte Oelschlägel zum deutschen Erstligisten FC St. Pauli, bei dem einige Torhüter verletzungsbedingt ausgefallen waren. Ein Jahr später verließ er den Verein wieder.

### Nationalmannschaft
Oelschlägel wurde von Trainer Horst Hrubesch für die Olympischen Spiele 2016 in Rio de Janeiro als dritter Torwart in den deutschen Kader berufen. Beim verlorenen Finale gegen Brasilien saß er die volle Spielzeit auf der Bank und gewann mit der Mannschaft die Silbermedaille. Dafür wurde er Anfang November 2016 von Bundespräsident Joachim Gauck mit dem Silbernen Lorbeerblatt ausgezeichnet.

## Erfolge und Auszeichnungen
Werder Bremen II
- Meister der Regionalliga Nord und Aufstieg in die 3. Liga: 2015

Nationalmannschaft
- Silbermedaille bei den Olympischen Spielen: 2016 (ohne Einsatz)

Persönlich
- Verleihung des Silbernen Lorbeerblatts: 2016